# De Notenkraker (tijdschrift)

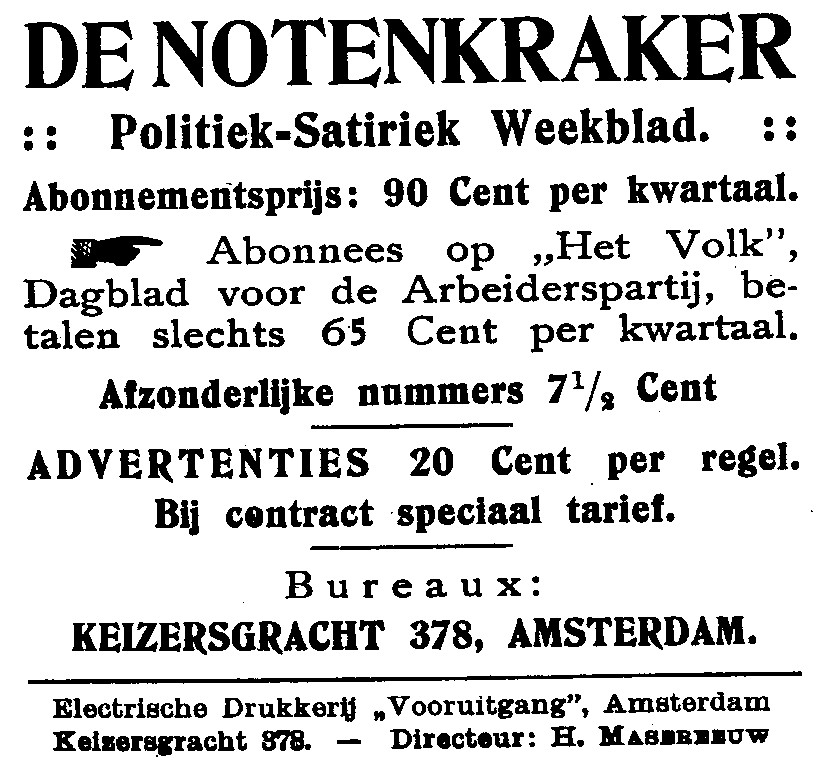
Advertentie voor De Notenkraker

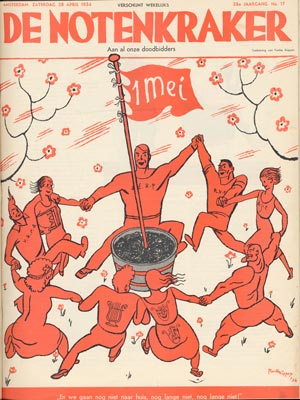
Voorblad met meiboom

De Notenkraker was een Nederlands politiek-satirisch weekblad tussen 1907 en 1936.
In 1902 verscheen voor het eerst Het Zondagsblad, een zondags supplement bij het door de SDAP opgerichte dagblad Het Volk. Op 5 januari 1907 veranderde het supplement van naam en werd De Notenkraker. In tegenstelling tot Het Volk, dat voornamelijk zware politieke artikelen plaatste met weinig illustraties, bevatte De Notenkraker vele spotprenten. Beroemde tekenaars uit de begintijd van het blad waren Leendert Jordaan en Albert Hahn sr. De laatste tekende vooral scherpe prenten gericht tegen de monarchie en Abraham Kuyper.
Aan De Notenkraker werkten verder onder meer ook Anton Kristians (pseudoniem "Toon Krias") en vanaf 1920 de Belg George van Raemdonck mee.
De kritiek van Het Volk en De Notenkraker richtte zich voornamelijk op de nauwe relatie tussen de kroon en de kapitalistische bourgeoisie. De monarchie werd aangevallen als exponent van de heersende klasse, die zich weinig gelegen liet liggen aan het lot van de arbeiders.
Naarmate er meer socialistische afscheidingen kwamen zoals de SDP (de latere CPH) en de OSP begon men ook kritiek tegen al te linkse stromingen te plaatsen. Tegen 1914, het begin van de Eerste Wereldoorlog, begonnen er vele prenten tegen oorlog en het militarisme te verschijnen. Vooral Albert Hahn sr. maakte indringende tekeningen over het verderf dat de oorlog zaaide. Hij overleed echter nog voor het einde van de oorlog in 1918. Daarna boette De Notenkraker merkbaar aan kwaliteit in, tot de opkomst van een nieuwe generatie tekenaars in de jaren dertig.
Eind 1918 had De Notenkraker ongeveer 8.000 abonnees (tegen ruim 30.000 abonnees van Het Volk en bijna 40.000 SDAP-leden). Een abonnement op Het Volk kostte in die tijd twintig cent per week of een rijksdaalder per drie maanden. Voor een abonnement inclusief De Notenkraker was dat 25 cent, of fl 3,50 per kwartaal (fl 4,15 in Nederlands Indië).
In 1919 werd A.M. de Jong redacteur binnenland bij Het Volk, en een jaar later werd hij ook chef kunstredactie en feuilletonredacteur. In 1922 introduceerde hij in deze krant het beeldverhaal 'Bulletje en Boonestaak', dat een geweldige populariteit kreeg. Hiervoor schreef hij de teksten zelf en maakte George van Raemdonck de tekeningen. Ook van De Notenkraker was A.M. de Jong hoofdredacteur, en hij schreef hiervoor het feuilleton 'Het Verraad'.
Vanaf het moment dat Adolf Hitler rijkskanselier van Duitsland werd, in 1933, verschenen er talloze omslagen, tekeningen en beeldverhalen waarin de politiek van Duitsland op de hak genomen werd. Tekenaars in deze tijd waren onder anderen George van Raemdonck, Tjerk Bottema, Jan Rot, Albert Hahn jr., Piet van Reen en Albert Funke Küpper. Funke Küpper werd vanaf eind jaren twintig de drijvende kracht achter De Notenkraker. Na zijn vroege dood in 1934 bleef het blad niet lang meer bestaan; op 11 juli 1936 verscheen het laatste nummer. Naast de dood van Funke Küpper was ook de opkomst van meer verstrooiende en met fotografisch materiaal vormgegeven socialistische bladen, zoals Wij en de VARA Radiogids, debet aan de ondergang van het blad.